# Фетишизм носа
Фетишизм носа, пристрасть до носа або назофілія— це пристрасть (або парафілія) до людського носа. Це може включати статевий потяг до певної форми фізичної зміни зовнішності (наприклад, форми та розміру) або до певної області (наприклад, перенісся або ніздрів). Фетиш може проявлятися в бажанні реального фізичного контакту і взаємодії, або в особливих фантазіях, таких як бажання сексуального проникнення в ніздрі.
Фетишизм носа може також включати бажання вивергати сперму в ніздрі або на ніс. Деякі люди, що страждають на цей фетишизм, мастурбують, дивлячись на людину з носом, який вони вважають надзвичайно привабливим. Також люблять затискати комусь ніс, щоб змусити їх відкрити рот для дихання. Інші фантазії можуть включати бажання спостерігати або переживати трансформацію носа у зв'язку з елементом художнього твору, такого як «Буратіно», або ідеї перетворити ніс іншої істоти на подобу свинячої морди як засобу сексуального приниження партнера. Реалізація таких фантазій часто супроводжується використанням реквізиту, рольових ігор або художньої літератури — "трансформацій" у формі текстів, художніх робіт або змінених фотографій людей (відомих як морфінг). Зигмунд Фрейд інтерпретував ніс як заміну пеніса.